# Mao Yushi
Mao Yushi (en chino, 茅于轼; (Nanjing, Jiangsu, 14 de enero de 1929) es un economista chino. Se graduó por la Universidad Shanghái Jiao Tong en 1950 y fue denunciado en 1958 durante el movimiento antiderechista lanzado por Mao Zedong. En 1986, Mao Yushi estudió en la Universidad de Harvard y en 1990 fue conferenciante sénior en la Universidad de Queensland.

## Críticas a Mao Zedong
Mao Yushi escribió un artículo en línea en el que criticaba varias de las políticas comunistas y <<totalitarias>> de Mao Zedong en China (ambos no tienen ninguna relación de parentesco). Este artículo desembocó en el ataque de los maoístas defensores del legado del dirigente chino, quienes pidieron su arresto.